# トット
トットは、吉本興業（東京本社）所属のお笑いコンビ。2009年結成。NSC大阪校27期生。

## メンバー
多田 智佑（ただ ともひろ、1986年1月9日（39歳） - ）ツッコミ担当、立ち位置左。
- 身長174cm、体重57kg、血液型O型。
- 大阪府大阪市出身、大阪府立旭高等学校卒業。部活はラグビー部。ポジションはスクラムハーフ。
- 2018年、吉本坂46の1期生オーディションに合格[1]。
- 武智（スーパーマラドーナ）が率いる『武智軍団』に属している[2]。

桑原 雅人（くわはら まさと、1985年7月20日（40歳） - ）ボケ担当、立ち位置右。
- 身長183cm、体重68kg、血液型O型。
- 大阪府大阪市出身、大阪府立旭高等学校卒業。部活はサッカー部。

## 概要
- 高校の同級生同士で、同時にNSCに入学。「ハスキーボイス」として活動していたが一旦解散し、2009年2月2日に再結成、現在のコンビ名となった。再結成した日をネットで調べると『徹子の部屋』（テレビ朝日）の放送記念日だったため、黒柳徹子の自伝『窓際のトットちゃん』から取ってコンビ名とした[3]。baseよしもと→5upよしもとに出演していたが、2014年2月に卒業。2020年4月1日より東京へ進出。
- トット・河井ゆずる（アインシュタイン）・祇園・おばたのお兄さんの6名で結成された、アパレルブランドウィゴーのファッションユニット「TYGO（ティゴー）」の一員[4]。
- ネタは主に桑原が一旦テーマを提示し、二人で話しながら作っている[5]。

## エピソード

### 共通エピソード
- 高校1年生の時、クラスで隣の席同士になり、多田が桑原に名前を尋ねたことが出会い。多田が「まさとってどんな字？」と聞くと、ノートが机の上にあるにも関わらず、ペンを持って空に「雅人」と書き、「いや、ノートに書けよ！」と多田がツッコんだ[6]。
- 桑原が、「ええやつやから」という理由で多田をNSCに誘った。多田は、文化祭で一緒に漫才をしたことがあり、進学の意思も薄かったため、共にNSCへ入学することを決めた[5]。

### 桑原のエピソード
- 小中高とサッカー経験があり、中学時代は全国でも名が知れたコーチの指名でキャプテンに就任した。しかし、人に指示を出すのが苦手でキャプテンらしく振る舞えず、最終的には「こんなにヘタレなキャプテンは初めてや」と言われてしまった。高校時代には、中学生を相手にゴール前でシュートできず、5人ほどに囲まれてボールを取られる様子を、観戦していた多田が目撃した[7]。

### 多田のエピソード
- 盛山晋太郎（見取り図）と生年月日・血液型・利き腕が全く同じ。毎年「ツーマンバースデー」というライブを誕生日またはその前後に開催していた。2019年1月8日に行われたライブでプレゼント交換をした際、盛山からは家で飲むときに使えるタンブラーと、多田の名前入りの箸が贈られた。多田からは、ネックウォーマーとインナーダウンをプレゼントした[8][9]
- 『おはよう朝日です』（朝日放送テレビ）のオーディションを受けたことがある[10]。

## 単独ライブ
2010年
- 12月26日「ファーストットBOX」（ヨシモト∞ホール大阪/大阪）※初単独

2012年
- 5月20日「セカントットBOX」（5upよしもと）

2013年
- 8月29日、10月19日、11月9日、12月1日「トットの30分」（5upよしもと）

2014年
- 2月4日「ラストットちゃん」（5upよしもと）※5upよしもと卒業単独
- 6月4日「スタートットちゃん」（5upよしもと）
- 7月3日、8月21日、9月22日、10月23日、11月27日、12月27日「トットーク」（道頓堀ZAZA HOUSE）※トークライブ
- 10月7日「シュットットちゃん」（5upよしもと）

2015年
- 1月20日「トットーク」（道頓堀ZAZA HOUSE）
- 2月19日、3月27日「トットーク」（道頓堀ZAZA POCKET'S）
- 3月21日「モットットちゃん」（よしもと漫才劇場）
- 4月27日、5月27日「トットーク」（道頓堀ZAZA HOUSE）
- 7月1日「ホットットちゃん」（道頓堀ZAZA HOUSE）

2016年
- 2月11日「トットの30分単独×カバと爆ノ介の30分単独＋二組による面白コーナー」（よしもと漫才劇場）※合同単独
- 5月28日「キャットットちゃん」（道頓堀ZAZA HOUSE）
- 8月5日「ビートットちゃん」（よしもと漫才劇場）

2017年
- 1月21日「あけましておめでトットちゃん」（よしもと漫才劇場）
- 4月30日「トット単独ライブ「トットちゃんlot.1」」（よしもと漫才劇場）
- 6月18日「トットーク -東京初上陸SP! ネタあり! コーナーあり! ヤンありの90分-」（東京・ヨシモト∞ホール）
- 7月21日「NGKでトットちゃん」（なんばグランド花月）
- 8月13日「ルミネでトットちゃん」（ルミネtheよしもと）

2018年
- 2月3日「トット単独ライブ「トットちゃんlot.2」」（よしもと漫才劇場）
- 4月30日「トット単独ライブ「トットちゃん lot.3」」（よしもと漫才劇場）
- 「トットライブツアー2018『6ヶ所ツアーだ！トットちゃん！』」
  - 5月26日　京都公演（よしもと祇園花月）
  - 6月3日　岡山公演（西川アイプラザ 多目的ホール）
  - 6月17日　福岡公演（西鉄ホール）
  - 7月22日　東京公演（ルミネtheよしもと）
  - 7月27日　大阪公演（なんばグランド花月）
  - 8月26日　愛知公演（東文化小劇場）

2019年
- 2月17日「トット単独ライブ「トットちゃん lot.4」」（よしもと漫才劇場）
- 3月15日「トット単独ライブ「マンスリートットちゃん」」（よしもと漫才劇場）
- 4月12日「トット単独ライブ「マンスリートットちゃん」」（よしもと漫才劇場）
- 5月25日「トット単独ライブ「マンスリートットちゃん」」（よしもと漫才劇場）
- 6月22日「トット単独ライブ「マンスリートットちゃん」」（よしもと漫才劇場）
- 6月30日「DVDだ! トットちゃん!」（なんばグランド花月）※DVD収録ライブ
- 7月12日「ルミネでトットちゃん!」（ルミネtheよしもと）
- 7月30日「なんばグランド花月でトットちゃん!」（なんばグランド花月）
- 9月8日「トット単独ライブ「マンスリートットちゃん」」（よしもと漫才劇場）
- 10月10日「10月10日でトットの日!10周年だトットちゃん!」（なんばグランド花月）

2020年
- 1月19日「トット単独ライブ「マンスリートット ちゃん」」（よしもと漫才劇場）
- 3月21日「トット単独ライブ「マンゲキでトットちゃん！」」（よしもと漫才劇場）※劇場閉鎖の為単独中止
- 5月10日「トット単独ライブ「こんにちはトットちゃん！」」(ルミネtheよしもと）※劇場閉鎖の為単独中止

## 出演

### テレビ
過去のレギュラー出演
- ロケみつ〜ロケ×ロケ×ロケ〜（毎日放送、2011年9月～2013年4月）当たれ!ラッキーお菓子!!テク・テク・モグ・モグ!ブログ旅 - 多田のみ出演
- ミリオンの扉（読売テレビ、2011年9月8日  - 不定期出演）ウタノチカラプロジェクト
- ミルンへカモン! なんしょん?（岡山放送、2014年12月 - 2020年3月21日） - 土曜日レギュラー
- ぽじポジたまご（KBS京都、2016年4月4日 - 9月30日）- 月曜日レギュラー
- 吉本坂46が売れるまでの全記録（テレビ東京、2018年4月4日 - 2020年9月）ｰ 不定期で多田のみ
- 名門!モウカリマッカー学園～西梅田高校新聞部～（テレビ大阪、2019年1月18日 - 2020年3月20日）
- やすともの恋愛島〜極限LOVEサバイバル〜[11]（朝日放送テレビ、2019年6月23日（特番））→ やすともの恋愛島（朝日放送テレビ、2019年10月6日 - 2020年3月22日）
- 花田虎上のチバテレ!YAGURA（千葉テレビ放送、2022年4月2日 - 2024年3月16日）- レギュラー

特別番組
- トットと有名になりやがれ!広島キラリハンター（広島ホームテレビ、2017年12月1日・12月8日）
- トットとスターになれ!〜かまいたちから試練の道SP〜（関西テレビ、2018年1月21日）[12]

### ラジオ
- トットのNEXT芸人コレクション（2017年5月16日 - 2018年4月10日、ラジオ大阪）
- よしもとラジオ高校～らじこー（FM OH!、2018年4月5日 - 2020年3月27日） - 木曜日レギュラー
- トットのコゼリアイラジオ！(stand.fm、2023年6月30日 -) - 毎週金曜日２０時配信

### web配信
- アイントット（FANY Channel、2021年6月25日配信（全2回））

## 賞レースなどでの戦績

### M-1グランプリ
| 年度             | 結果         | エントリー No. | 会場                         | 日程           | 備考                         |
| ---------------- | ------------ | -------------- | ---------------------------- | -------------- | ---------------------------- |
| 2005年（第5回）  | 2回戦進出    |                | [大阪]NGKスタジオ            | 11月3日（木）  | 「ハスキーボイス」として出場 |
| 2006年（第6回）  | 1回戦敗退    |                | [大阪]ヨシモト∞ホール大阪    | 9月16日（土）  | 「ハスキーボイス」として出場 |
| 2006年（第6回）  | 1回戦敗退    | 10月20日（金） | [大阪]ヨシモト∞ホール大阪    |                | 「ハスキーボイス」として出場 |
| 2007年（第7回）  | 2回戦進出    |                | [大阪]ABCホール              | 11月11日（日） | 「ハスキーボイス」として出場 |
| 2009年（第9回）  | 2回戦進出    |                | [大阪]HEP HALL               | 11月13日（金） |                              |
| 2010年（第10回） | 3回戦進出    |                | [大阪]京橋花月               | 11月21日（日） |                              |
| 2015年（第11回） | 3回戦進出    | 1420           | [大阪]よしもと漫才劇場       | 10月26日（月） |                              |
| 2016年（第12回） | 準々決勝進出 | 715            | [大阪]なんばグランド花月     | 11月7日（月）  |                              |
| 2017年（第13回） | 準々決勝進出 | 3240           | [大阪]メルパルクホール大阪   | 11月2日（木）  |                              |
| 2018年（第14回） | 準々決勝進出 | 2440           | [大阪]なんばグランド花月     | 11月5日（月）  |                              |
| 2019年（第15回） | 3回戦進出    | 3259           | [京都]よしもと祇園花月       | 10月28日（月） |                              |
| 2020年（第16回） | 2回戦進出    | 2974           | [東京]よしもと有楽町シアター | 11月5日（木）  |                              |
| 2021年（第17回） | 準々決勝進出 | 2309           | [東京]ルミネtheよしもと      | 11月16日（火） |                              |
| 2022年（第18回） | 3回戦進出    | 3230           | [東京]よしもと有楽町シアター | 10月31日（月） |                              |
| 2023年（第19回） | 3回戦進出    | 762            | [東京]KANDA SQUARE HALL      | 11月7日（火）  |                              |
| 2024年（第20回） | 準々決勝進出 | 4065           | [東京]ルミネtheよしもと      | 11月22日（金） | ラストイヤー                 |

### その他
- 2011年 第41回 NHK上方漫才コンテスト 本選出場
- 2011年 第32回 ABCお笑い新人グランプリ 審査員特別賞
- 2010年 キングオブコント 準決勝進出
- 2015年 第1回 上方漫才協会大賞 トータルコーディネイト賞
- 2015年 歌ネタ王決定戦 準決勝進出
- 2016年 第46回 NHK上方漫才コンテスト 準優勝
- 2016年 歌ネタ王決定戦 決勝進出
- 2016年 Cygames THE MANZAI プレミアマスターズ 出演権獲得
- 2016年 平成28年度 NHK新人お笑い大賞 大賞受賞[21]
- 2016年 第2回 上方漫才協会大賞 文芸部門賞
- 2017年 第52回 上方漫才大賞 新人賞
- 2017年 第3回 上方漫才協会大賞 大賞
- 2018年 歌ネタ王決定戦 決勝進出
- 2019年 バトル・オブ・ザ・ステージ 優勝[22]
- 2020年 R-1ぐらんぷり2020 3回戦進出（多田）
- 2020年 R-1ぐらんぷり2020 準々決勝進出（桑原）
- 2025年 THE SECOND 〜漫才トーナメント〜 2025 開幕戦ノックアウトステージ32→16敗退

## 出囃子
- ASIAN KUNG-FU GENERATION「N.G.S.」

## 音楽

### シングル
5uppers ※多田のみ
- それぞれのストーリー（2012年3月14日、よしもとアール・アンド・シー）

吉本坂46 ※多田のみ
- 不能ではいられない（2019年12月25日、SRCL-11367）
- 君の唇を離さない（2018年12月26日、SRCL-11035） - EAN 4547366384741（「RED」名義）
- やる気のない愛をThank you!（2019年5月8日、SRCL-11150/1） - EAN 4547366402902（「RED」名義）
- イケメン騎士団（2019年5月8日、SRCL-11150/1） - EAN 4547366402902（「CC5」名義）
- めっけもん（2019年12月25日、SRCL-11365）

### 配信限定シングル
- 「YOUR STUDIO LAND～自分らしさ彩る笑顔咲くとき～」ゆりやんレトリィバァ feat.トット、ミキ、ラニーノーズ（2019年1月16日）
- 「恋愛不適合者」DUO（多田、中村フー（ヘンダーソン）とのユニット）（2020年5月27日）
- 「FAMILY TUNE」ゆりやんレトリィバァ withトット、ミキ、さや香、ラニーノーズ（2021年9月8日）

## DVD
- DVDだ!トットちゃん（2019年10月16日、YRBN-91325）